# Aurélien Béco
Aurélien Béco (Brive-la-Gaillarde, França, 12 de março de 1986) é um jogador de rugby que atua na posição de 3.ª linha, no clube Limoges rugby da divisão Fédérale 1 francesa. Mede 1,93 m e pesa 97 kg. Foi internacional francês sub-19 e sub-21 e actualmente é internacional português, tendo jogado pelos Lobos nas partidas internacionais de novembro de 2009.

## Clubes
- 2009 - ____ USAL Limoges Rugby
- 2006 - 2009 CA Brive[3]

## Palmarés
- Internacional português: 1 cap no jogo Portugal 19 - 24 Tonga de 28 de Novembro de 2009.[4]